# 米哈伊洛·瓦西奇
米哈伊洛·瓦西奇（1993年7月20日—），塞尔维亚男子篮球运动员。他曾代表塞尔维亚三人制篮球队参加2020年夏季奥林匹克运动会篮球比赛，获得一枚铜牌。